# Dmítrovski
Dmítrovski (en rus: Дмитровский) és un poble (un possiólok) de l'óblast de Vorónej, a Rússia, segons el cens del 2010 tenia 21 habitants.